# Noritaka Hidaka
Noritaka Hidaka (* 29. květen 1947) je bývalý japonský fotbalista.

## Klubová kariéra
Hrával za Nippon Steel.

## Reprezentační kariéra
Noritaka Hidaka odehrál za japonský národní tým v letech 1972–1973 celkem 4 reprezentační utkání.

## Statistiky
| Japonsko | Japonsko | Japonsko |
| Roky     | Záp.     | Góly     |
| -------- | -------- | -------- |
| 1972     | 1        | 0        |
| 1973     | 3        | 0        |
| Celkem   | 4        | 0        |